# Гаррі Едмундсон
Гаррі Френк Едмундсон (англ. Garry Frank "Duke" Edmundson, 6 травня 1932, Сексміт, Альберта — 20 вересня 2016, Ньюпорт-Біч) — канадський хокеїст, що грав на позиції захисника.

## Ігрова кар'єра
Професійну хокейну кар'єру розпочав 1948 року.
Протягом професійної клубної ігрової кар'єри, що тривала 17 років, захищав кольори «Торонто Мейпл-Ліфс» та «Монреаль Канадієнс» в НХЛ, а також низки команд інших північноамериканських ліг.
Загалом провів 43 матчі у НХЛ, включаючи 11 ігор плей-оф Кубка Стенлі.